# Il Crepuscolo (1850)

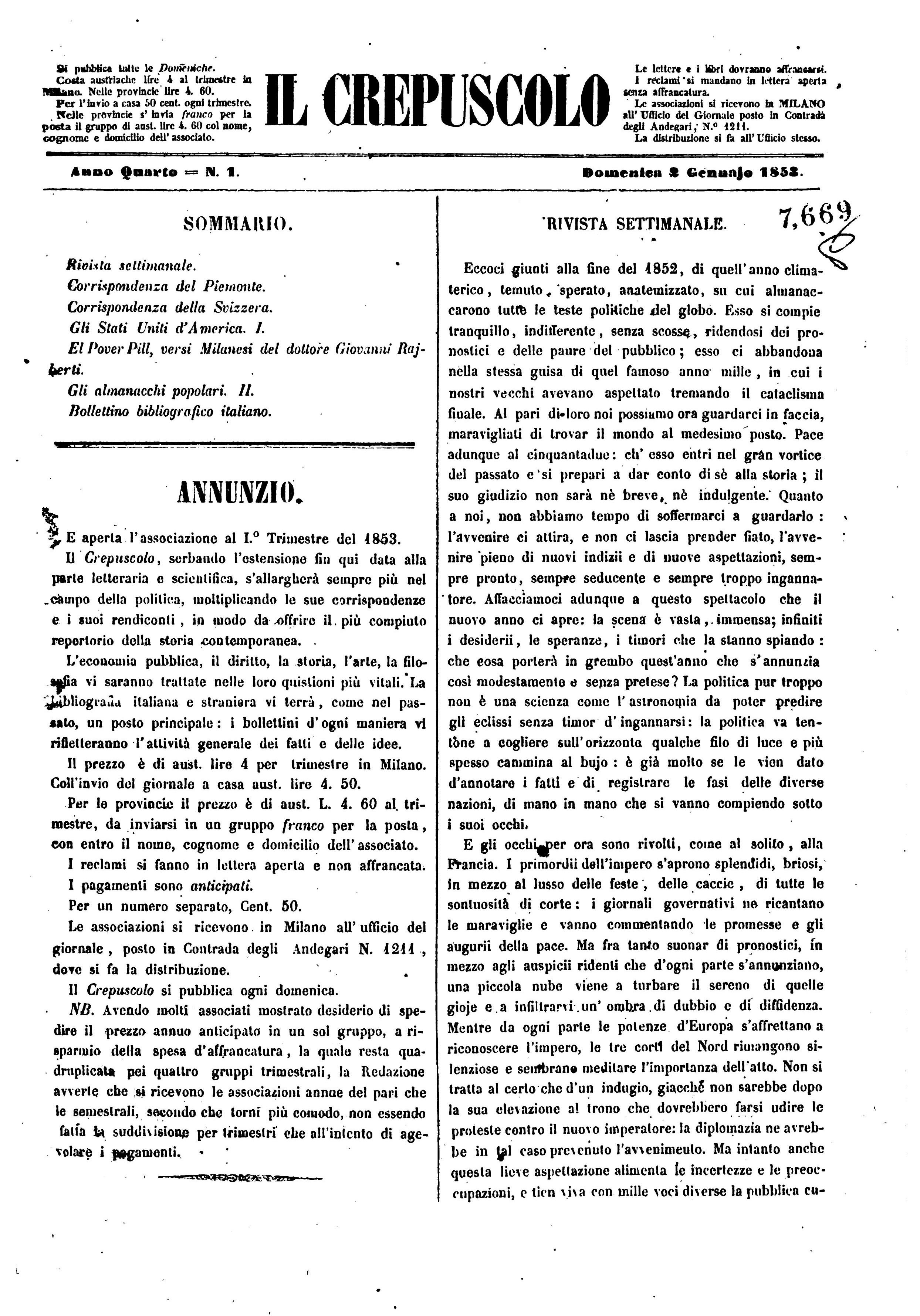
Prima pagina de Il Crepuscolo dell'8 gennaio 1852

Il Crepuscolo, Rivista settimanale di scienze, lettere, arti, industria e commercio fu un periodico settimanale pubblicato a Milano dal 6 gennaio 1850 al 25 dicembre 1859. L'editore fu all'inizio Antonio Arzone, poi subentrò Carlo Tenca che in seguito ne divenne anche direttore. Usciva la domenica ed era composto da 4 pagine del formato 51 cm per 37,5 cm, in seguito arrivò a 12 pagine.
Fu una rivista scientifica e letteraria in cui scrissero anche importanti esponenti del Risorgimento tra questi Carlo Cattaneo, padre del federalismo italiano, Giuseppe Zanardelli, Emilio Visconti Venosta, Eugenio Salomone Camerini, Tullo Massarani. Cessò le pubblicazioni il 25 dicembre 1859, n° 27 anno X.